# Montreux-Château
Montreux-Château település Franciaországban, Territoire de Belfort megyében. Lakosainak száma 1167 fő (2022. január 1.). Montreux-Château Cunelières, Montreux-Jeune, Montreux-Vieux, Bretagne, Novillard, Petit-Croix és Autrechêne községekkel határos.

## Népesség
A település népességének változása:
| Lakosok száma | 1126 | 1158 | 1197 | 1181 | 1178 | 1175 | 1172 | 1174 | 1167 |
|               | 2013 | 2015 | 2016 | 2017 | 2018 | 2019 | 2020 | 2021 | 2022 |